# Prehistoria de Europa
La Prehistoria de Europa se refiere al estudio del periodo prehistórico en el continente europeo, es decir desde el Paleolítico inferior hasta la adopción de la escritura, algo que no se produjo simultáneamente en las distintas regiones del continente. Según los últimos hallazgos abarcaría un intervalo temporal de más de un millón de años, ocupados en su mayor parte por la Edad de Piedra, durante la cual se sucedieron cuatro especies de homininos distintas. Entre los complejos tecnológico/estilísticos de la Edad de Piedra encontramos desde grupos de homininos con artefactos primitivos que habitaban en cuevas, a sociedades agrícolas que poseían sofisticadas herramientas líticas y construían asentamientos fortificados.
A partir del comienzo de la Edad de los Metales, con el Calcolítico (la Edad del Cobre), en Europa se distinguirán claramente dos áreas culturales diferenciadas: por un lado, en el sureste y sudoeste se desarrollaron civilizaciones comparables a las históricas de Egipto y el Oriente Próximo; por otro, buena parte de Europa central y nórdica continuó una trayectoria más lenta, de modo que en las áreas escandinavas la Prehistoria duró prácticamente hasta el inicio de la Edad Media.

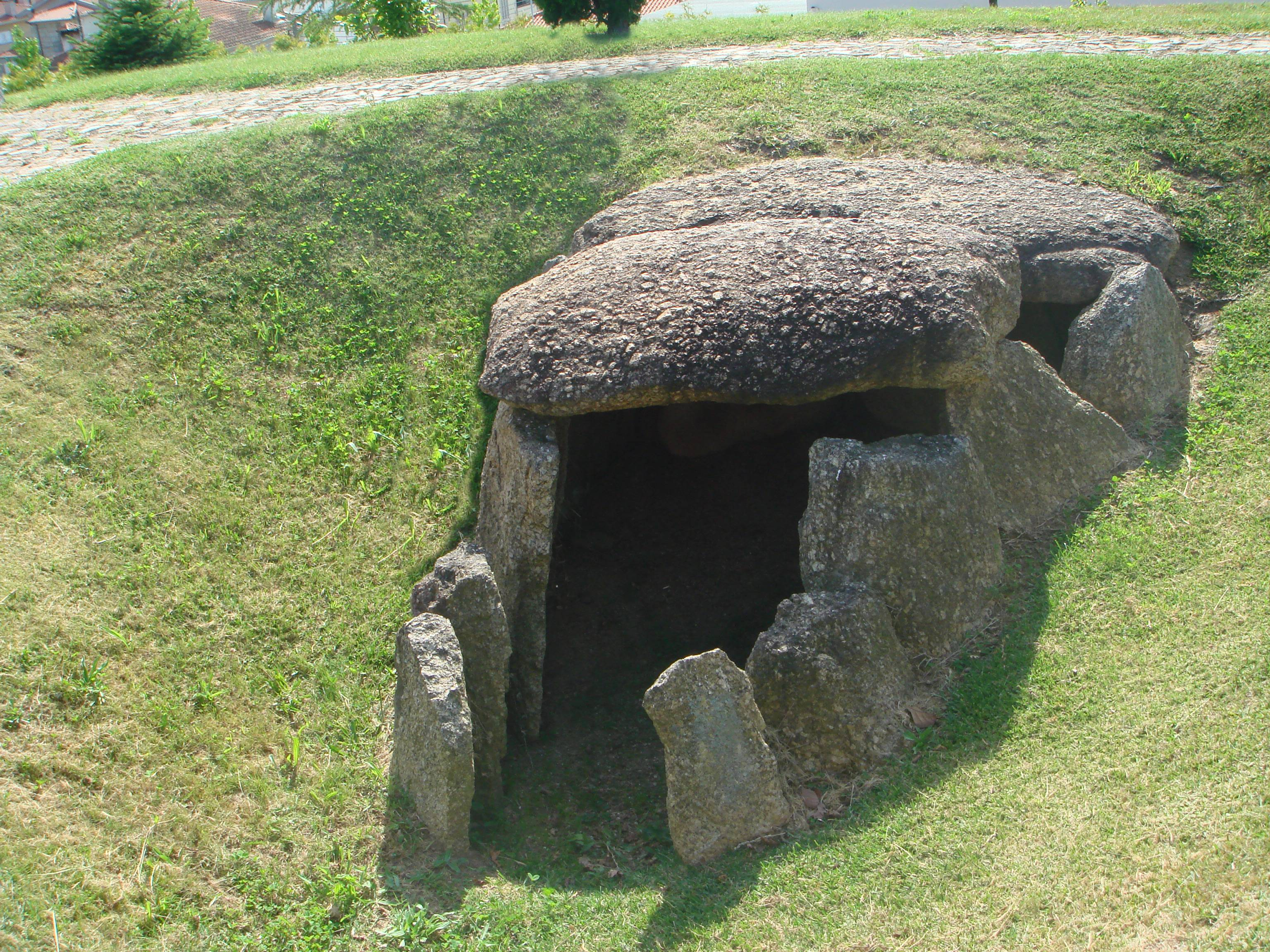
Dolmen de Lamas, cerca del pueblo de Braga (Portugal).

En la península ibérica se han datado restos humanos en los yacimientos de la sierra de Atapuerca, cerca de Burgos (España) con más de 1 000 000 de años de antigüedad; en concreto, con cerca de 1,3 Ma en el yacimiento de la Sima del Elefante, del Pleistoceno Inferior. Según las investigaciones arqueopaleontológicas de la Sierra de Atapuerca, hasta la fecha hay restos óseos humanos en los contextos kársticos de cuatro especies distintas: Homo antecessor (Pleistoceno Inferior), Homo heidelbergensis (Pleistoceno Medio), Homo neanderthalensis (Pleistoceno Superior) y Homo sapiens (Holoceno), lo cual se correlaciona con el poblamiento al aire libre del Paleolítico Inferior a la Edad del Bronce detectado en los análisis geoespaciales de distribución de asentamientos de la cuenca del río Arlanzón (Burgos). 

## Edad de Piedra

### Genética de poblaciones
El análisis genético comprende usualmente el estudio de los haplogrupos del cromosoma Y humano y los haplogrupos de ADN mitocondrial humano. Es importante notar que el ADN del cromosoma Y se hereda exclusivamente de varón a varón, mientras que el ADN mitocondrial siempre es heredado de la madre. Eso conlleva que en casos de invasiones o migraciones abruptas el análisis del ADN del cromosoma Y y el del ADN mitocondrial pueden revelar diferencias.
Así el ADN mitocondrial europeo está formado básicamente por los haplotipos H, U y T. El haplotipo H pudo originarse entre el 25 000 a. C. y el 20 000 a. C.; este haplotipo debió entrar en Europa por el Cáucaso y el norte del Próximo Oriente. Se ha conjeturado que la difusión de la agricultura desde Oriente Próximo conllevó la expansión de pueblos agrícolas que penetraron en Europa y que podrían haber sido portadores de este haplotipo. El haplotipo U está extensamente distribuido por Europa Occidental, Norte de África y también Asia Meridional por lo que debe suponerse que se debe a poblaciones que se expandieron desde el norte de África hacia Europa y hacia Asia. Finalmente el haplotipo T parece ser una línea exclusivamente euroasiática.
Por otra parte, respecto al ADN del cromosoma Y, son particularmente importantes los haplotipos R1b, R1a, I2, I1, E1b1b, J2 y N. Entre los haplotipos R1b y R1a el primero es más importante en Europa occidental y el segundo en Europa oriental lo cual revela que esas dos variantes de haplotipo R1 son diferentes en ambos extremos del continente. En particular la distribución del haplotipo R1a muestra cierta similitud con la primera dispersión de las lenguas indoeuropeas en Eurasia. Los haplotipos I1 e I2 tienen una distribución curiosa, siendo más abundantes en los Balcanes (I2) y en Escandinavia (I1). El haplogrupo N parece ligado a la distribución de pueblos urálicos.

### Paleolítico

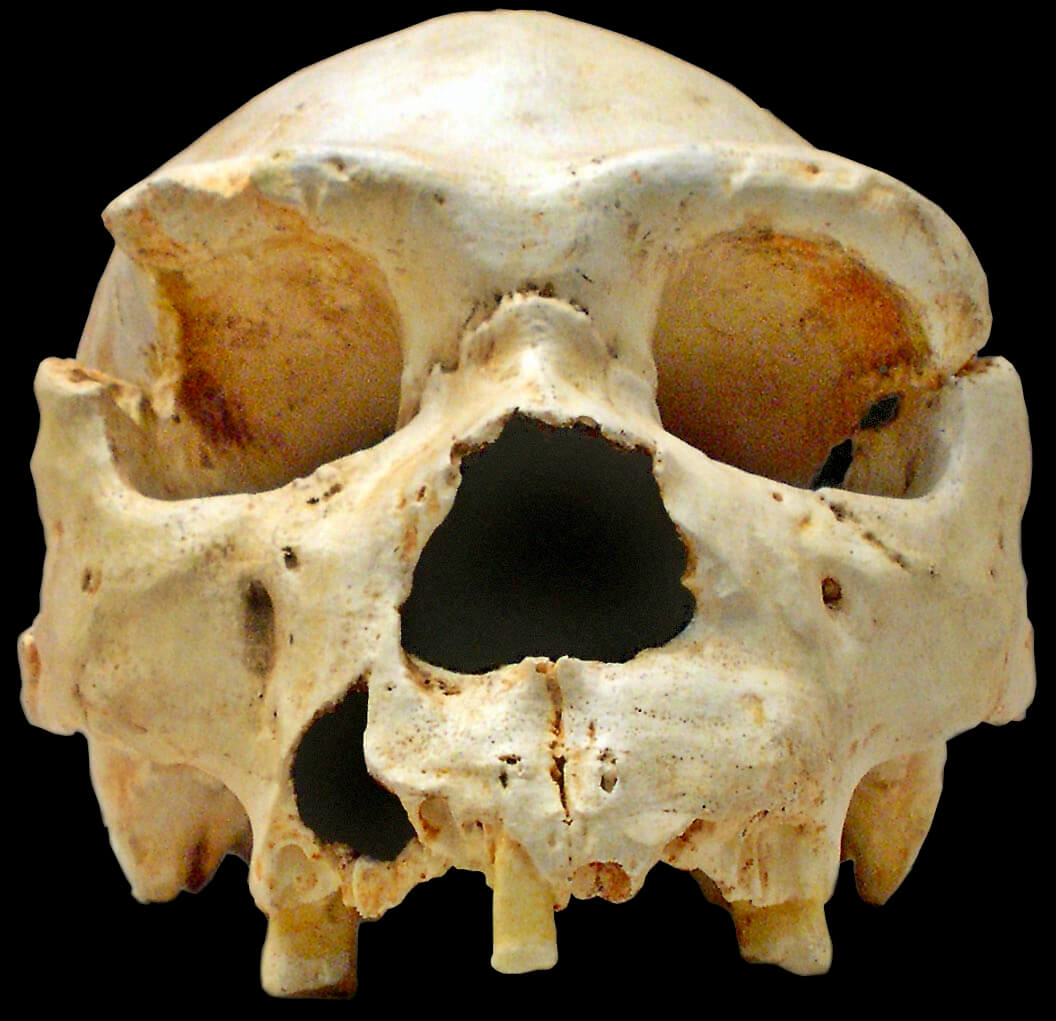
Homo heidelbergensis. Cráneo número 5 de la Sima de los Huesos, en la sierra de Atapuerca (España). Su correspondiente mandíbula apareció, casi intacta, años después, muy cerca del lugar del hallazgo.

Hasta hace poco, los arqueólogos databan la aparición del hombre en Europa en torno a los 500 000-600 000 años AP (antes del presente). Pensaban que se agrupaba en pequeñas hordas de cazadores-recolectores pertenecientes a la especie Homo erectus: en la Baja Silesia (Polonia) habían sido hallados restos del género Homo junto con primitivas herramientas de piedra de unos quinientos mil años de antigüedad, así como restos de Homo erectus más recientes.
Los hallazgos del Paleolítico inferior en la península ibérica eran muy escasos, aunque se habían encontrado piedras talladas con una antigüedad parecida. Sin embargo, los descubrimientos realizados en la sierra de Atapuerca, cercana a la ciudad de Burgos, han cambiado radicalmente los esquemas establecidos. En primer lugar, en el año 1994, durante una prospección efectuada en la sima de los sierra llamada Gran Dolina, aparecieron los restos del hominino más antiguo hallado hasta entonces en Europa, cuya datación se sitúa en torno a los 800 000-780 000 años AP. Estos fósiles han sido clasificados en una nueva especie denominada Homo antecessor y sus industrias líticas asociadas pueden tener una antigüedad de más de un millón de años. Después, en 2007, recuperaron de la Sima del Elefante una mandíbula de entre 1,3 y 1,2 millones de años AP, perteneciente a un provisionalmente denominado Homo sp.
El Homo antecessor ha sido catalogado como el eslabón intermedio entre el Homo erectus y el Homo heidelbergensis, antepasado del Homo neanderthalensis, considerado hasta hace poco como descendiente directo del Erectus. Así parecen demostrarlo los restos de más de treinta y dos individuos encontrados en la Sima de los Huesos de Atapuerca (datados aproximadamente en 300 000 años), que presentan algunos rasgos semejantes a los de los neandertales.
El Paleolítico medio es un período asociado al Homo neanderthalensis, especie característica de Europa, así como de algunas regiones del norte de África y Próximo Oriente. Análisis de emplazamientos demuestran que algunos neandertales fueron habilidosos cazadores en grupo, capaces de matar grandes mamíferos característicos del clima frío del Paleolítico y trabajar la carne, los huesos y la piel mediante herramientas especializadas.
En el trabajo de la piedra se generalizó el método Levallois mediante el cual se produjo la denominada industria Musteriense, cuyas piezas más típicas serían la punta de lanza, la raedera y los denticulados.
La llegada del Homo sapiens dio comienzo al Paleolítico superior, que duró aproximadamente desde el 40 000 hasta el 12 000 AP. Probablemente, al principio del periodo coexistieron con los neandertales, pero los humanos modernos los terminaron desplazando. Estos estaban especializados en la caza de grandes animales, a los que, en ocasiones, dirigían hasta trampas en las que perecían manadas enteras.
Sus necesidades nutricionales estuvieron cubiertas principalmente por carne durante los miles de años en los que la vegetación europea estuvo limitada a tundras y estepas, con buena parte del continente cubierto por hielo y nieve durante largos períodos.
Hacia el final, con el Magdaleniense, se alcanzó el clímax en el perfeccionamiento y sofisticación de los métodos productivos de artefactos de sílex, hueso y asta, siendo característicos los arpones, los bastones de mando y numerosos elementos de arte mueble. Fue también el momento cumbre de la pintura rupestre. Hay varios yacimientos con enterramientos múltiples, que contienen algunos esqueletos de enanos y de niños deformes, lo cual sugiere que el sacrificio humano podía ser una costumbre ritual en la Europa de este período.

### Desarrollo cultural
Después de más de 100 000 años de uniformidad, alrededor de 45 000 años AP (antes del presente) el registro de fósiles de los neandertales cambió abruptamente. Rápidamente, la cultura Musteriense se había  vuelto más versátil, y en la nueva cultura Chatelperroniense se infiere la difusión de elementos auriñacienses en la cultura neandertal. Aunque fue muy discutido , este hecho demostró que los neandertales habían adoptado en cierta medida la cultura del Homo sapiens moderno.
Sin embargo, el registro de fósiles de neandertales desapareció por completo después del 40 000 AP.
Si el neandertal también tuvo éxito en la difusión de su herencia genética en la población futura de Europa o si simplemente se extinguió y si es así, lo que lo causó no se puede responder de manera concluyente.
Alrededor de 32 000 años atrás, la cultura Gravetiense apareció en las montañas de Crimea (en el suroeste de Rusia).
Por 24 000 AP las culturas solutrense y gravetiense estaban presentes en la región al sudoeste de Europa. Se ha teorizado que la técnica / cultura Gravetiense vino con migraciones de la gente de Oriente Medio, de Anatolia, y de los Balcanes. Pueden estar vinculados con las culturas de transición, porque sus técnicas tienen algunas similitudes y son muy diferentes de las auriñacienses, pero este tema es muy oscuro. El Gravetiense también apareció en el Cáucaso y los montes Zagros. Pronto desapareció del suroeste de Europa, con la notable excepción de las costas mediterráneas de Iberia.
La cultura Solutrense, extendida desde el norte de España hasta el sureste de Francia, incluye no sólo una hermosa técnica de piedra, sino también el primer desarrollo significativo de la pintura rupestre en cuevas, el uso de la aguja y posiblemente el arco y la flecha. La cultura Gravetiense más difundida no es menos avanzada, al menos en términos artísticos: la escultura (principalmente venus) es la forma más sobresaliente de expresión creativa de estos pueblos.

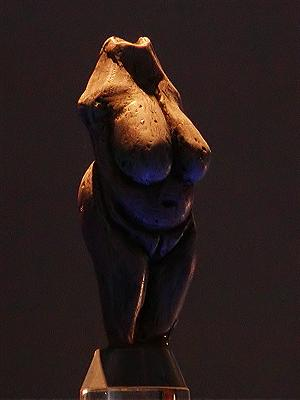
Venus de Moravany - figura prehistórica descubierta en Eslovaquia a principios del.

#### Desde el 20 000 AP
Alrededor de 19 000 AP, Europa es testigo de la aparición de una nueva cultura, conocida como Magdaleniense, posiblemente arraigada en él la anterior cultura: Auriñaciense. Esta cultura pronto reemplaza al área Solutrense y también al Gravetiense de Europa central. Sin embargo, en el Mediterráneo Iberia, Italia, los Balcanes y Turquía, culturas epi-Gravetienses siguen evolucionando localmente.
Con la cultura Magdaleniense, el desarrollo del Paleolítico en Europa alcanza su apogeo y esto se refleja en el arte, debido a las anteriores tradiciones de pinturas y escultura.

#### Desde 12000 AP
Alrededor de 12 500 AP, la glaciación de Würm termina. Lentamente, a través de los siguientes milenios, las temperaturas y el nivel del mar suben, cambiando el entorno de la gente prehistórica. Durante este tiempo, Irlanda y Gran Bretaña se convierten en islas, y Escandinavia se separa de la parte principal de la península europea (todos ellos habían sido conectados anteriormente por una región ahora sumergida de la plataforma continental conocida como Doggerland). Sin embargo, la cultura Magdaleniense persiste hasta alrededor de 10 000 AP, en cual evoluciona rápidamente en dos culturas microlitísticas: Aziliense, en España y el sur de Francia, y Sauveterriense, en el norte de Francia y Europa Central. Aunque hay algunas diferencias, ambas culturas comparten varios rasgos: la creación de herramientas de piedra muy pequeñas llamados Microlitos y la escasez de arte figurativo, que parece haber desaparecido casi completamente, siendo reemplazado por la decoración abstracta de herramientas.
En la fase tardía de este período epi-Paleolítico, la cultura Sauveterriense evoluciona hacia lo que se llama el Tardenoisiense e influye fuertemente en su vecino meridional, reemplazándola claramente en la España mediterránea y Portugal. Por primera vez, la recesión de los glaciares permite la colonización humana en el norte de Europa. La cultura maglemosiense, derivada de la cultura Sauveterre-Tardenois, pero con una personalidad fuerte, coloniza Dinamarca y las regiones cercanas, incluyendo partes de Gran Bretaña.

### Epipaleolítico-Mesolítico

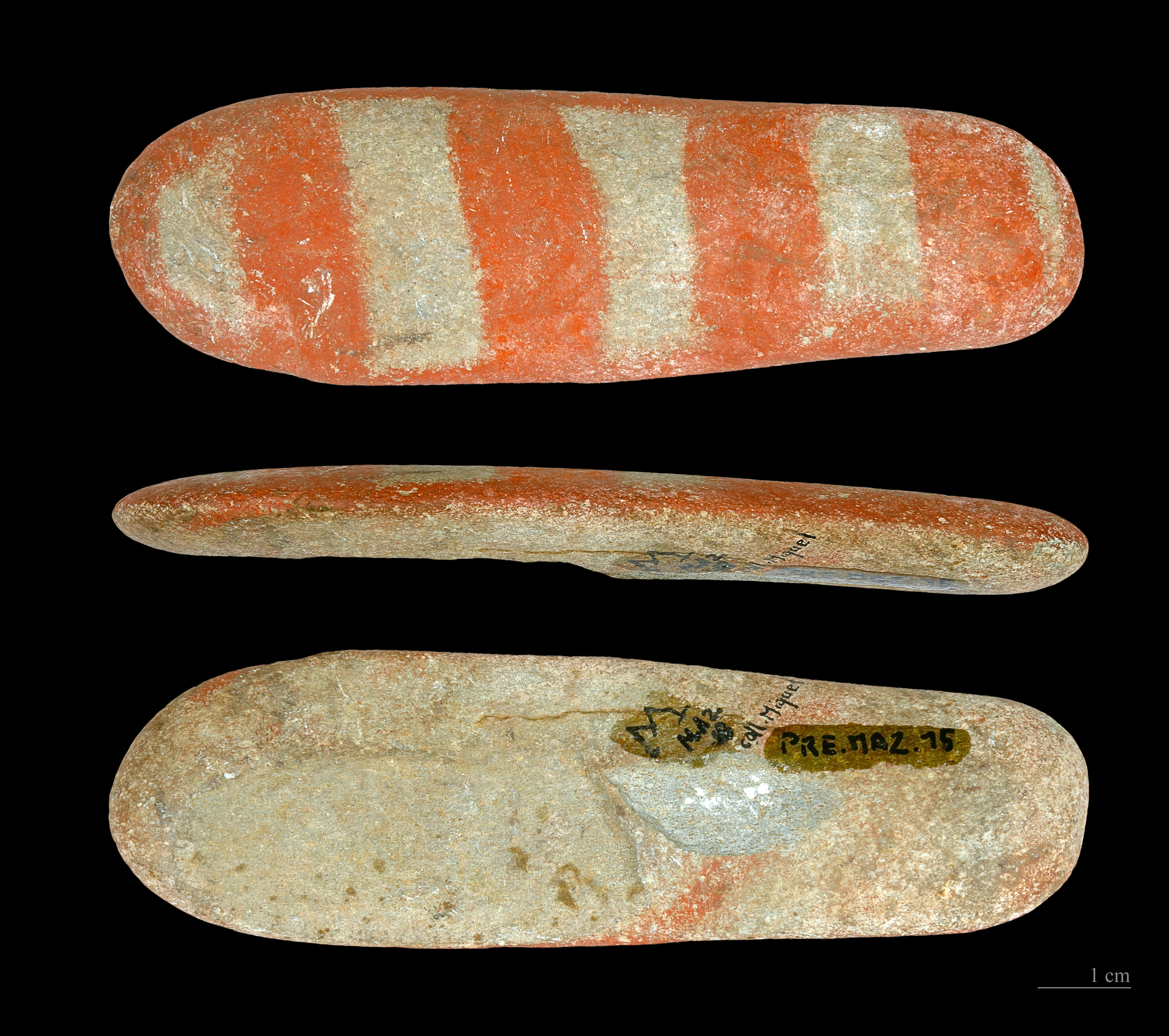
Guijarro pintado hallado en la Cueva de Mas d'Azil, Francia (12 000-9500 AP).

El Epipaleolítico-Mesolítico comenzaría con la transición del Pleistoceno al Holoceno, hace unos 12 000 años, y acabaría con la adopción de la agricultura-ganadería, cuya cronología varía de unas regiones a otras de Europa. Es el último periodo en el que la producción de comida estuvo enteramente basada en la caza-recolección. Debido al cambio climático correspondiente al final de la glaciación Würm se desarrollaron complejos ecosistemas forestales y acuáticos que alteraron la biodiversidad anterior, lo que provocó la adopción de nuevas estrategias de caza y pesca. Las mujeres se encargaban de la recolección de raíces, hierbas, frutos secos, huevos, moluscos, fruta o miel, productos que probablemente tuvieron un mayor peso en la dieta que los obtenidos mediante la caza.
Los artefactos se fabricaron con piedra, huesos o madera, mientras que el cuero o algunas plantas servían para vestidos, cuerdas y canastos. Las herramientas tendieron a hacerse cada vez más pequeñas (microlitos) e incluían delicados utensilios como anzuelos y agujas de costura. Con ámbar se fabricaron figuritas de animales. Al menos durante las fases finales, los muertos fueron enterrados en tumbas y dotados con objetos familiares, tal y como lo demuestra una tumba de Skierniewice, que data del 5500 a. C., está en buen estado y, aparentemente, pertenecía a un artesano.

### Neolítico
El Neolítico en Europa abarca desde la adopción de la agricultura y ganadería (hacia el VIII milenio a. C.) a la invención de la metalurgia.
Según la visión tradicional, la adopción de los modos de vida productores (cultivos y pastoreo) en Europa sería debida a la influencia de las culturas del Oriente Próximo. Los grupos neolíticos comenzaron a basar su alimentación en el cultivo de trigo, cebada y centeno, a la par que domesticaban cabras, ovejas y bueyes, así como asnos, caballos o renos. También empezaron a sedentarizarse, apareciendo los primeros poblados cerca de corrientes de agua.
Asociados a este periodo están la invención de la cerámica, del arado, la hoz, el molino de mano para moler cereales, así como los primeros tejidos hechos de lino y lana. La minería del sílex representa la mayor industria de este período, pero también se extraían obsidiana o variscita (minas de Can Tintorer en Gavá). Los útiles de piedra pulimentada sustituyeron en parte (pero no completamente) a los de piedra tallada y las manifestaciones artísticas se redujeron, cambiando su tipología radicalmente.
Las quemas de bosques para obtener tierras de cultivo y pastos se generalizaron, reduciéndose por primera vez la superficie arbolada debido a una causa antrópica. Aunque muchos cultivos se plantaban en huertos inmediatos a las viviendas, el trigo y la cebada solían ser cultivados en pequeños campos cercanos, con lo que el área usada por un solo asentamiento podía tener un radio de unos 5 km. Las comunidades agrarias de la cultura del Danubio estaban en contacto unas con otras e intercambiaban bienes a través de largas distancias, como el ámbar del Báltico, que llegaba hasta el Mediterráneo.
Uno de los grupos culturales más significativos sería el de la cerámica de bandas, en Europa central: formaron grandes comunidades rurales, mantenían ganado, cultivaban cereales y producían una alfarería característica. Desde la península ibérica se extendió a partir del 2900 a. C. el vaso campaniforme, cuyo límite de expansión oriental fue el sudeste de Polonia. Asociados al vaso campaniforme hay una serie de elementos nuevos (como los conocimientos metalúrgicos o los enterramientos individuales) que se extendieron por toda Europa junto a aquel.

## Edad de los Metales

### Calcolítico (Edad del Cobre)
Hasta los años setenta del siglo XX se creía que la metalurgia del cobre había llegado al Egeo procedente de Anatolia, gracias a Troya I (3000 a. C.), que habría servido de nexo para los primeros brotes metalúrgicos en Europa (cultura de Vinča). Sin embargo, las dataciones de carbono-14 han demostrado que la metalurgia balcánica era 1000 años más antigua que el presumible inspirador troyano. El principal valedor de la autonomía del Calcolítico balcánico fue Colin Renfrew.
Sin negar que el difusionismo cultural sea un factor importante en algunos casos, cobró auge la tesis poligenista, es decir, la metalurgia pudo surgir independientemente en cualquier zona en la que el medio ofreciera unas condiciones adecuadas y la existencia de minerales para que se diera el imprescindible ambiente de experimentación previo; tales circunstancias concurrieron en el Danubio balcánico (entre el Danubio y Tesalia), donde surgió la primera “civilización europea” (4000 a. C.) y, hacia el 3100 a. C., en el sudoeste y sudeste de la península ibérica (Vila Nova y Los Millares).
El Calcolítico balcánico se caracteriza por:
1. una industria minera y metalúrgica del cobre;
2. una espectacular orfebrería;
3. poblados organizados;
4. una sociedad estructurada;
5. una embrionaria expresión escrita.

Hay que destacar que esta civilización fue sincrónica de los grupos megalíticos del área atlántica. Casi mil años después, en los focos metalúrgicos autóctonos de Vila Nova y Los Millares se levantaron poblados fortificados de pequeño tamaño, excepto en el caso almeriense, que fue el asentamiento más importante de la época en Europa, contando con un potente sistema defensivo y una necrópolis con casi un centenar de tholoi.

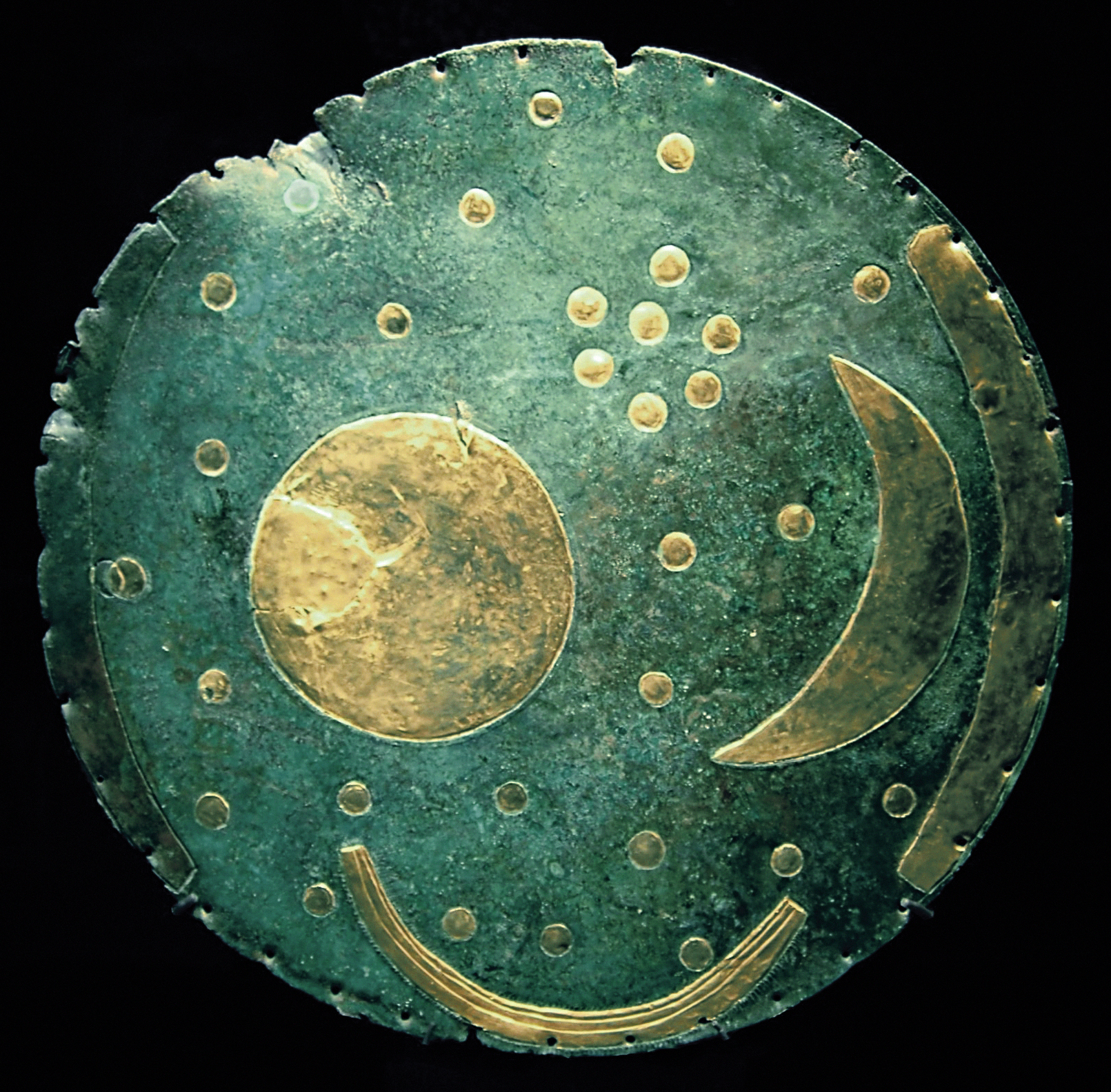
El disco celeste de Nebra, descubierto en Alemania, es una de las representaciones más antiguas que se conocen de la bóveda celeste.

### Edad del Bronce
Durante los casi mil trescientos años que duró este periodo se gestaron las particularidades de los pueblos germanos, latinos, galos, iberos o lusitanos, que comenzaron a definirse como tales desde el Bronce Final. En sus génesis tuvo gran importancia la extensión por toda Europa de las redes comerciales creadas por los estados ya históricos del Oriente Próximo que incluyeron el ámbar del Báltico, el cobre del bajo Danubio y Huelva, el estaño de Cornualles y Galicia, el oro de Irlanda, los metales preciosos de Andalucía y el azabache de Gran Bretaña. Este comercio favoreció la consolidación de unas élites ya existentes, que lo controlaron y aumentaron con ello su privilegiada posición. El aumento de la estratificación social aparece reflejado en las grandes diferencias existentes en los ajuares funerarios y la mayor presencia en estos de armas, tanto ofensivas como defensivas.
Áreas alejadas de los centros culturales de la Europa central o mediterránea, como el occidente atlántico, destacaron como focos de creación tecnológica en la metalurgia del bronce y en la orfebrería, definiendo el Bronce final atlántico, que se convirtió en el principal abastecedor de utensilios y armas de bronce en Europa. En estas áreas fue una época de notables progresos económicos, sociales y tecnológicos, llegando a altas cotas de creatividad en el mundo de las ideas y la innovación estética.
Durante el Bronce antiguo (1800-1500 a. C.) se produjo el apogeo de la civilización minoica, así como el desarrollo de los grupos de Unetice, de los túmulos armoricanos, de Wessex y la fase inicial de los argáricos. En el Bronce medio (1500-1200 a. C.) la civilización micénica sustituyó a la minoica, destacando también los grupos de los túmulos, de las terramaras y la plenitud de los argáricos. Durante el Bronce final (1200-700 a. C.) se expandieron los campos de urnas por buena parte del continente.

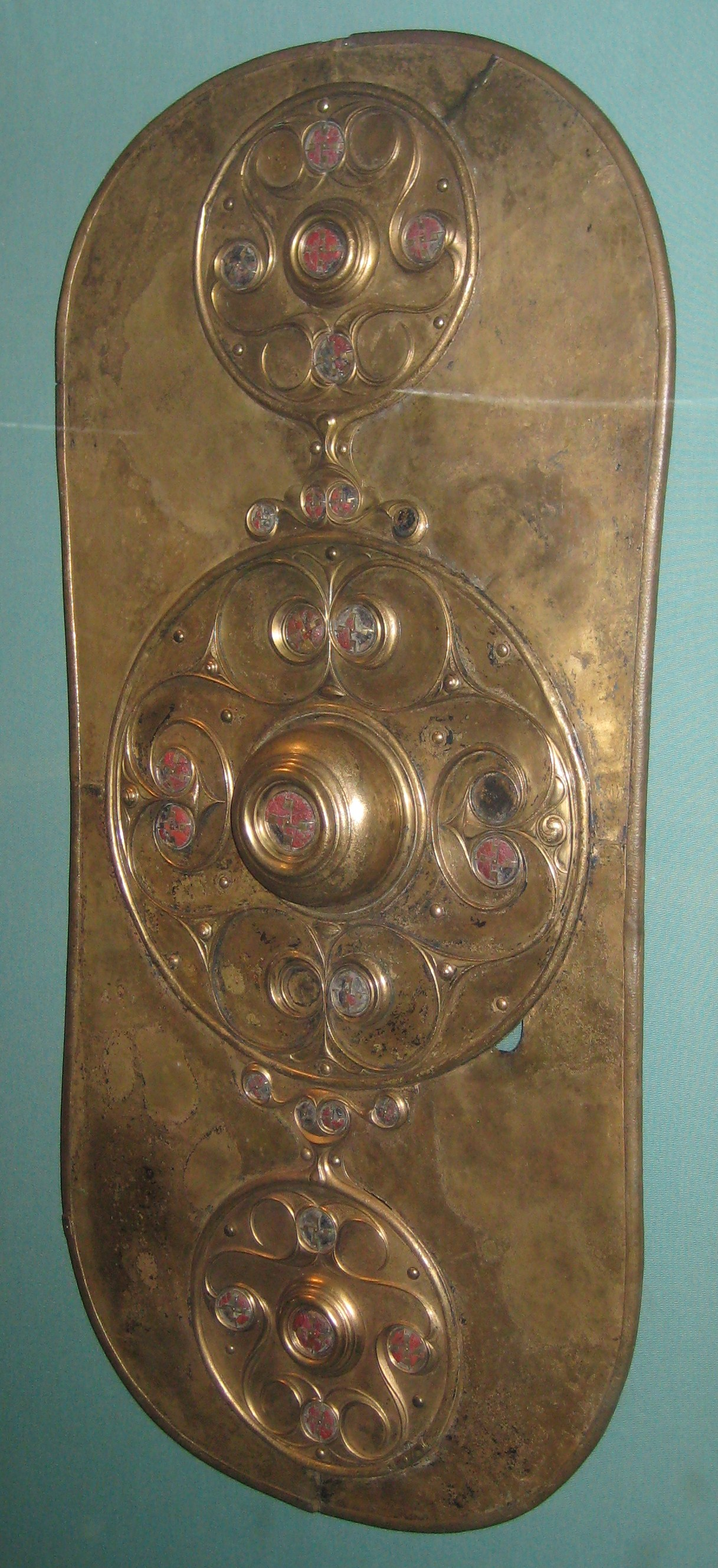
Escudo británico de bronce decorado con el típico estilo de La Tène, conocido como escudo de Battersea (Museo Británico, Londres).

En la península ibérica la Edad del Bronce comienza a finales del tercer milenio. En la Meseta Norte de la península ibérica la Edad del Bronce es dividida según las dataciones radiocarbónicas en tres periodos, con tres estilos cerámicos, fases u horizontes culturales: Edad del Bronce Antiguo (ca. 2100-1550 BC) (horizonte Parpantique), Edad del Bronce Medio (ca. 1550-1350 BC) (horizonte Protocogotas o Cogeces) y Edad del Bronce Final (ca. 1350-850 BC) (horizonte Cogotas). En la Edad del Bronce de la Meseta Norte no hay por lo general grandes estructuras como en las áreas del sur peninsular o como las detectadas en otras zonas europeas meridionales con organizaciones sociales más complejas, aunque hay una tendencia por ubicar los poblados en las zonas elevadas.

### Edad del Hierro
La metalurgia de este mineral se descubrió durante el II milenio a. C., siendo el reino hitita el primero que controló su producción. La expansión de estos conocimientos metalúrgicos se produjo, probablemente, a través de los Balcanes hacia el oeste de Europa y desde Irán (a través del Cáucaso) hacia el norte y oeste durante los siguientes 500 años. La Edad del Hierro en Europa es considerada habitualmente como protohistórica (al menos su segunda fase) y finaliza con la conquista romana.
La Primera Edad del Hierro (800-450 a. C.) coincide en Europa central, Francia y los Balcanes con la cultura de Hallstatt, mientras que la Segunda Edad del Hierro (450 a. C. hasta la conquista romana) está relacionada con la cultura de La Tène cuya influencia se amplió al norte de España e islas británicas. Destaca también por su singularidad Tartessos, entidad protoestatal que se desarrolló en el sur de la península ibérica en paralelo al primer periodo.

## Lingüística

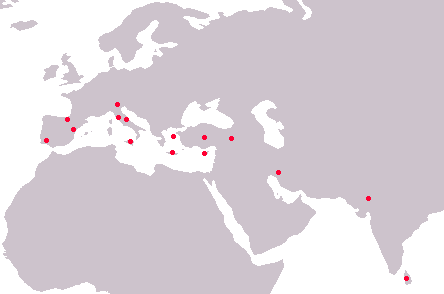
Localización de las lenguas preindoeuropeas documentadas: Península ibérica: euskera, tartesio, ibérico; Península itálica: etrusco, rético, sicano, piceno septentrional, Península anatolia: hático, hurrito-urartiano, Grecia y Chipre: lemnio, eteocretense, eteochipriota, Irán: elamita, India: idioma de Harappa, Sri Lanka: vedda.

En la actualidad la gran mayoría de lenguas de Europa se adscriben a sólo dos familias lingüísticas: la familia indoeuropea y la familia urálica. Aunque en la antigüedad prerromana parece que habría existido una diversidad lingüística mucho mayor. El euskera moderno, descendiente del antiguo aquitano, es el único exponente actual de las lenguas habladas en Europa hace milenios, ya que el maltés (emparentado con el árabe) substituyó probablemente al fenicio-púnico y latín que se habrían hablado en Malta. Aparte de éstas, en la parte suroriental de Europa parece que siempre se hablaron lenguas caucásicas desde antes de la expansión indoeuropea. Existen dudas sobre el urheimat de las lenguas indoeuropeas y se han planteado varias hipótesis, entre ellas la popular hipótesis de los kurganes.
Poco se conoce sobre el origen las lenguas de Europa antes de que los indoeuropeos se expandieran por el continente entre el II milenio a. C. y el I milenio a. C.. De las épocas romana y prerromana se conservan importantes testimonios epigráficos de las lenguas habladas en Europa antes de la expansión indoeuropea y la toponimia preindoeuropea también ha sido usada como evidencia para esclarecer datos adicionales. En Europa occidental se documentan lenguas claramente no indoeuropeas como el ibérico, el tartesio, el etrusco y el rético (se ha propuesto que estas dos lenguas podrían formar junto con el lemnio la llamada familia tirsénica), así como los enigmáticos picénico de Novilara y camúnico (además del antiguo ligur documentado solo por la onomástica). Asimismo hay testimoniadas otras lenguas insuficientemente conocidas y cuya escritura está sólo parcialmente descifrada como el minoico (eteocretense) y el eteochipriota, posiblemente relacionados con el substrato prehelénico del Mediterráneo oriental. Junto con estos sistemas relativamente recientes se conoce un tipo de escritura más antiguo llamado escritura Vinča sobre la que existen dudas acerca de si representa un sistema de escritura para una lengua hablada. Otros sistemas fragmentarios son la escritura picta y la escritura contenida en el disco de Festos. Los autores griegos mencionan otros pueblos como los sicanos, los elimios y los turdetanos que al parecer habrían hablado lenguas no indoeuropeas.